# Scelio cellularis
Scelio cellularis är en stekelart som beskrevs av Jean-Jacques Kieffer 1916. Scelio cellularis ingår i släktet Scelio och familjen Scelionidae. Inga underarter finns listade i Catalogue of Life.